# Румянцево (Ульяновская область)
Румянцево — село в Барышском районе Ульяновской области. Входит в состав Ленинского городского поселения.

## География
Населённый пункт расположен между притоками реки Барыш в 16 километрах к юго-западу от города Барыш — административного центра района. Расстояние до Ульяновска — 128 километров.

### Часовой пояс
Румянцево, как и вся Ульяновская область, находится в часовой зоне МСК+1. Смещение применяемого времени относительно UTC составляет +4:00.

## История
Село основано сподвижником Петра I генерал-аншефом Александром Ивановичем Румянцевым в первой половине XVIII века.
В 1741 году прихожанами был построен деревянный храм. Престолов в нем два: главный во имя преп. Сергия Радонежского Чудотворца и в приделе во имя вселенских трех Святителей – Василия Великого, Григория Богослова и Иоанна Златоустого.
В 1780 году, при создании Симбирского наместничества, село Сергиевское Ивановка и Румянцево тож, при вершине реки Малого Барыша, помещичьих крестьян, вошло в состав Канадейского уезда, в котором жило 578 ревизских душ. С 1796 года село вошло в Карсунский уезд.
В 1859 году в селе в 398 дворах жило: 1048 муж. и 1088 жен. Имелось: Церковь православная 1. Фабрика суконная. Заводов 2: кожевенный и литейный.
В 1903 году была построена каменная церковь Сергия Радонежского.
К 1913 году в селе располагались церковь, земское училище, церковно-приходская школа, суконная фабрика Александра Дмитриевича Протопопова и Дмитрия Дмитриевича Протопопова, благотворительное заведение в ведении императрицы Марии, мужское ремесленное училище, женское училище с рукодельными классами, приют для детей, богадельня для престарелых рабочих фабрики, больница на 45 коек.

## Население
| 2010 |
| ---- |
| 701  |

Согласно статистическим данным, В 1859 году в селе жило: 1048 муж. и 1088 жен., в 1913 году в селе было 285 дворов, проживало 1727 жителей (русские). Население в 1996 году — 1065 человек, преимущественно русские. В 2002 году в селе проживало 937 человек, преимущественно русские (92%).

## Известные уроженцы
- Селиверстов Николай Дмитриевич — пензенский губернатор (1867—1872)[11].
- крестьянин Тихон — житель села Румянцево, тяжело болеющий увидел во сне, накануне праздника святой иконы, видение Богородицы. После чего, выполнив наказ «богообразной девицы», пришёл в Жадовку, чтобы за рекой Самородкой найти исцеляющую святую икону[12].

## Инфраструктура
Село разделено на шесть улиц (Горького, Новая, Полевая, Пушкина, Седова, Чкалова) и два переулка (Горный, Северный), работает основная общеобразовательная школа, есть почтовое отделение.

## Достопримечательности
- Церковь во имя Сергия Радонежского — памятник архитектуры регионального значения[15][10][9].

## События
- Съемочная группа фильма "Княжна Тараканова: триумфы и трагедия" выезжала в село, чтобы снять место рождения и погребения бывшего пензенского губернатора Николая Дмитриевича Селиверстова[16][17].